# Jeimy Bernárdez
Jeimy Bernárdez (sinh ngày 3 tháng 9 năm 1986 tại Tela) là một người chạy bộ người Honduras. Cô đã tham gia cuộc thi vượt rào 100 mét tại Thế vận hội Mùa hè 2012.

## Thành tích cá nhân tốt nhất
Ngoài trời
- 100 m: 12,14 giây (gió: -0,6   m / s) - liên_kết=|viền San Jose, ngày 24 tháng 6 năm 2011
- Vượt rào 100 m: 13,83 s A (gió: -0,6   m / s) - liên_kết=|viền Toluca, ngày 21 tháng 7 năm 2008

Trong nhà
- Vượt rào 60 m: 8,52 giây - liên_kết=|viền Sevilla, ngày 21 tháng 2 năm 2009

## Thành tích
| Năm                   | Giải đấu                                                   | Địa điểm                          | Thứ hạng              | Nội dung              | Chú thích                |
| Representing Honduras | Representing Honduras                                      | Representing Honduras             | Representing Honduras | Representing Honduras | Representing Honduras    |
| --------------------- | ---------------------------------------------------------- | --------------------------------- | --------------------- | --------------------- | ------------------------ |
| 2004                  | Central American Junior Championships (U20)                | San José, Costa Rica              | 3rd                   | 100m                  | 12.82 (wind: -1.9 m/s)   |
| 2004                  | Central American Junior Championships (U20)                | San José, Costa Rica              | 2nd                   | 100 m hurdles         | 15.69 (wind: -1.4 m/s)   |
| 2004                  | Central American and Caribbean Junior Championships (U-20) | Coatzacoalcos, México             | 4th (h)               | 100 m                 | 12.79 s (wind: -0.3 m/s) |
| 2004                  | Central American and Caribbean Junior Championships (U-20) | Coatzacoalcos, México             | 7th                   | 100 m hurdles         | 15.31 s (wind: +1.6 m/s) |
| 2004                  | Ibero-American Championships                               | Huelva, Spain                     | 15th (h)              | 100 m                 | 12.64 s (-0.9 m/s)       |
| 2004                  | Ibero-American Championships                               | Huelva, Spain                     | 11th (h)              | 100 m hurdles         | 15.78 s (-0.5 m/s)       |
| 2004                  | Central American Championships                             | Managua, Nicaragua                | 3rd                   | 100 m                 | 12.60 s                  |
| 2004                  | Central American Championships                             | Managua, Nicaragua                | 1st                   | 100 m hurdles         | 15.06 s                  |
| 2005                  | Central American Championships                             | San José, Costa Rica              | 5th                   | 100 m                 | 12.80 (wind: -3.7 m/s)   |
| 2005                  | Central American Championships                             | San José, Costa Rica              | 1st                   | 100 m hurdles         | 14.72 s CR (-1.3 m/s)    |
| 2005                  | Central American Championships                             | San José, Costa Rica              | 5th                   | 4 × 100 m relay       | 53.76                    |
| 2005                  | World Championships                                        | Helsinki, Phần Lan                | 32nd (h)              | 100 m hurdles         | 14.78 s (+1.2 m/s)       |
| 2006                  | Central American Games                                     | Managua, Nicaragua                | 1st                   | 100 m hurdles         | 14.18 s w (+2.1 m/s)     |
| 2006                  | Central American Games                                     | Managua, Nicaragua                | 2nd                   | 4 × 100 m relay       | 49.51 s                  |
| 2006                  | Central American Games                                     | Managua, Nicaragua                | 2nd                   | 4 × 400 m relay       | 4:47.89 min              |
| 2006                  | Ibero-American Championships                               | Ponce, Puerto Rico                | 7th                   | 100 m hurdles         | 14.28 s (-0.2 m/s)       |
| 2006                  | NACAC U23 Championships                                    | Santo Domingo, Dominican Republic | 6th                   | 100 m hurdles         | 14.21 s (+0.4 m/s)       |
| 2006                  | Central American and Caribbean Games                       | Cartagena, Colombia               | 9th (h)               | 100 m hurdles         | 14.04 s (+2.1 m/s)       |
| 2007                  | ALBA Games                                                 | Caracas, Venezuela                | 1st                   | 100 m hurdles         | 14.31 s (wind: +0.1 m/s) |
| 2007                  | Central American Championships                             | San José, Costa Rica              | 1st                   | 100 m hurdles         | 14.42 s (+1.0 m/s)       |
| 2007                  | NACAC Championships                                        | San Salvador, El Salvador         | 5th                   | 100 m hurdles         | 13.96 s (+0.2 m/s)       |
| 2007                  | Pan American Games                                         | Rio de Janeiro, Brazil            | 14th (h)              | 100 m hurdles         | 14.05 s (+0.9 m/s)       |
| 2007                  | World Championships                                        | Osaka, Nhật Bản                   | 32nd (h)              | 100 m hurdles         | 14.35 s (+0.2 m/s)       |
| 2008                  | Ibero-American Championships                               | Iquique, Chile                    | 7th                   | 100 m hurdles         | 14.28 s (-0.5 m/s)       |
| 2008                  | Central American Championships                             | San Pedro Sula, Honduras          | —                     | 100 m                 | DQ                       |
| 2008                  | Central American Championships                             | San Pedro Sula, Honduras          | 1st                   | 100 m hurdles         | 14.11 s CR (+1.0 m/s)    |
| 2008                  | Central American Championships                             | San Pedro Sula, Honduras          | —                     | 4 × 100 m relay       | DQ                       |
| 2008                  | NACAC Under-23 Championships                               | Toluca, México                    | 4th                   | 100 m hurdles         | 13.83 (wind: -0.6 m/s) A |
| 2008                  | Olympic Games                                              | Bắc Kinh, PR China                | 39th (h)              | 100 m hurdles         | 14.29 s (-0.6 m/s)       |
| 2009                  | Central American Championships                             | Ciudad de Guatemala, Guatemala    | 1st                   | 100 m hurdles         | 14.32 s (+0.5 m/s)       |
| 2009                  | Universiade                                                | Belgrade, Serbia                  | 20th (h)              | 100 m hurdles         | 14.06 s (+1.6 m/s)       |
| 2009                  | World Championships                                        | Berlin, Đức                       | 37th (h)              | 100 m hurdles         | 14.53 s (+0.1 m/s)       |
| 2010                  | Central American Games                                     | Ciudad de Panamá, Panamá          | 1st                   | 100 m hurdles         | 14.55 s GR (-0.5 m/s)    |
| 2010                  | Ibero-American Championships                               | San Fernando, Tây Ban Nha         | –                     | 100 m hurdles         | DQ                       |
| 2010                  | Central American and Caribbean Games                       | Mayagüez, Puerto Rico             | 10th (h)              | 100 m hurdles         | 14.27 s (0.0 m/s)        |
| 2010                  | Central American Championships                             | Ciudad de Guatemala, Guatemala    | 1st                   | 100 m hurdles         | 14.63 s (+0.2 m/s)       |
| 2011                  | Central American Championships                             | San José, Costa Rica              | 3rd                   | 100 m                 | 12.14 s (-0.6 m/s)       |
| 2011                  | Central American Championships                             | San José, Costa Rica              | 1st                   | 100 m hurdles         | 14.85 s (-0.5 m/s)       |
| 2011                  | Central American and Caribbean Championships               | Mayagüez, Puerto Rico             | 16th (h)              | 100 m hurdles         | 14.64 s (-3.3 m/s)       |
| 2011                  | Universiade                                                | Shenzen, PR China                 | 28th (h)              | 100 m hurdles         | 14.27 s (-1.0 m/s)       |
| 2011                  | World Championships                                        | Daegu, Korea                      | 38th (h)              | 100 m hurdles         | 14.45 s (-0.1 m/s)       |
| 2011                  | Pan American Games                                         | Guadalajara, México               | 11th (h)              | 100 m hurdles         | 13.92 s (+0.4 m/s)       |
| 2012                  | Central American Championships                             | Managua, Nicaragua                | 1st                   | 100 m hurdles         | 13.99 s CR (-1.6 m/s)    |
| 2012                  | Ibero-American Championships                               | Barquisimeto, Venezuela           | 6th                   | 100 m hurdles         | 14.10 s (+0.4 m/s)       |
| 2012                  | Olympic Games                                              | London, United Kingdom            | 41st (h)              | 100 m hurdles         | 14.36 s (-0.7 m/s)       |
| 2013                  | Central American Games                                     | San José, Costa Rica              | 5th                   | 100 m                 | 12.47 w (wind: +2.1 m/s) |
| 2013                  | Central American Games                                     | San José, Costa Rica              | 1st                   | 100 m hurdles         | 14.42 s (wind: +1.9 m/s) |